# Josef Grimm

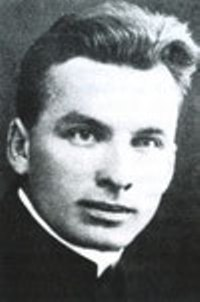
Josef Grimm

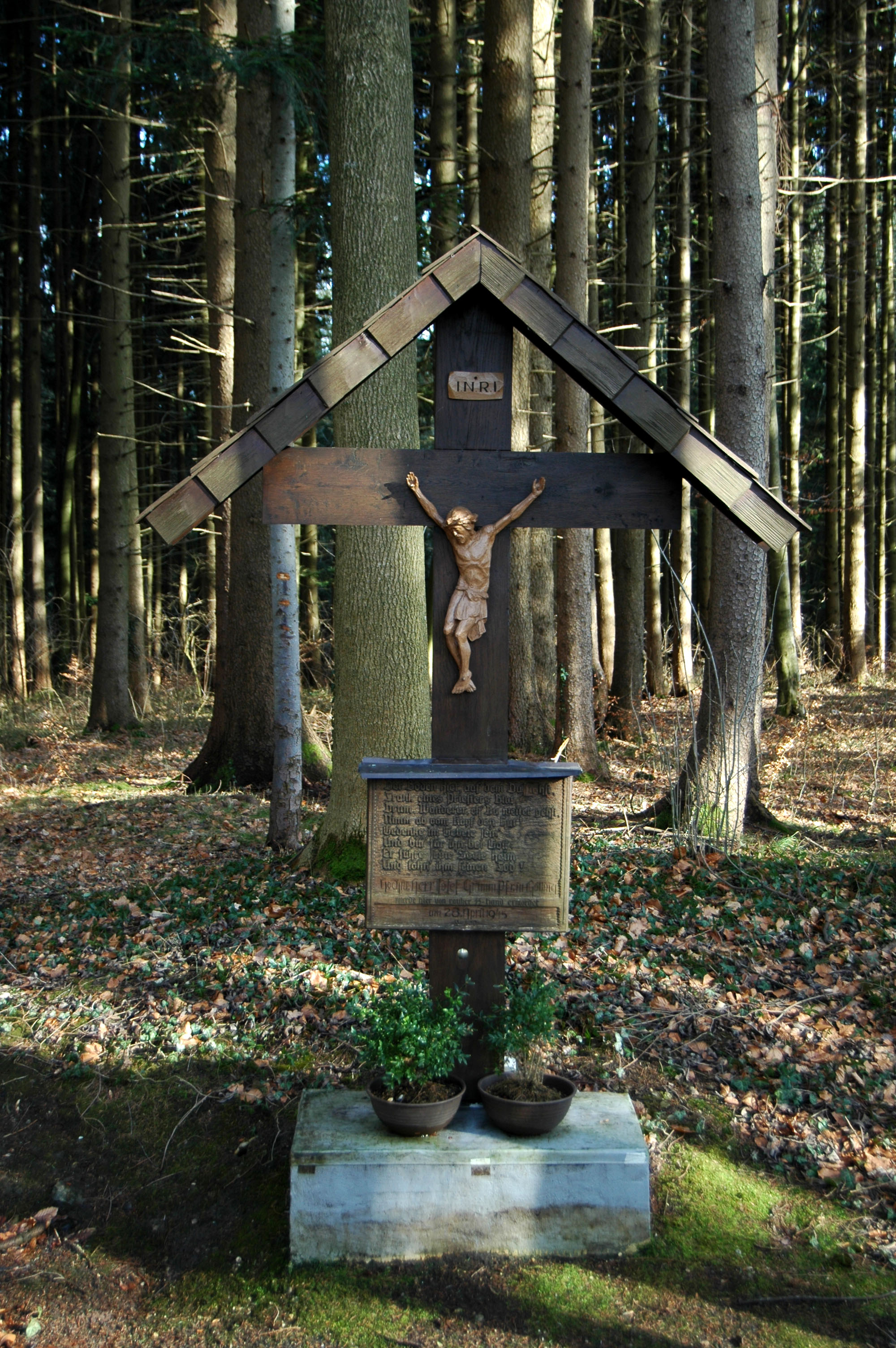
Pfarrer-Grimm-Gedenkstätte nahe Unterleiten

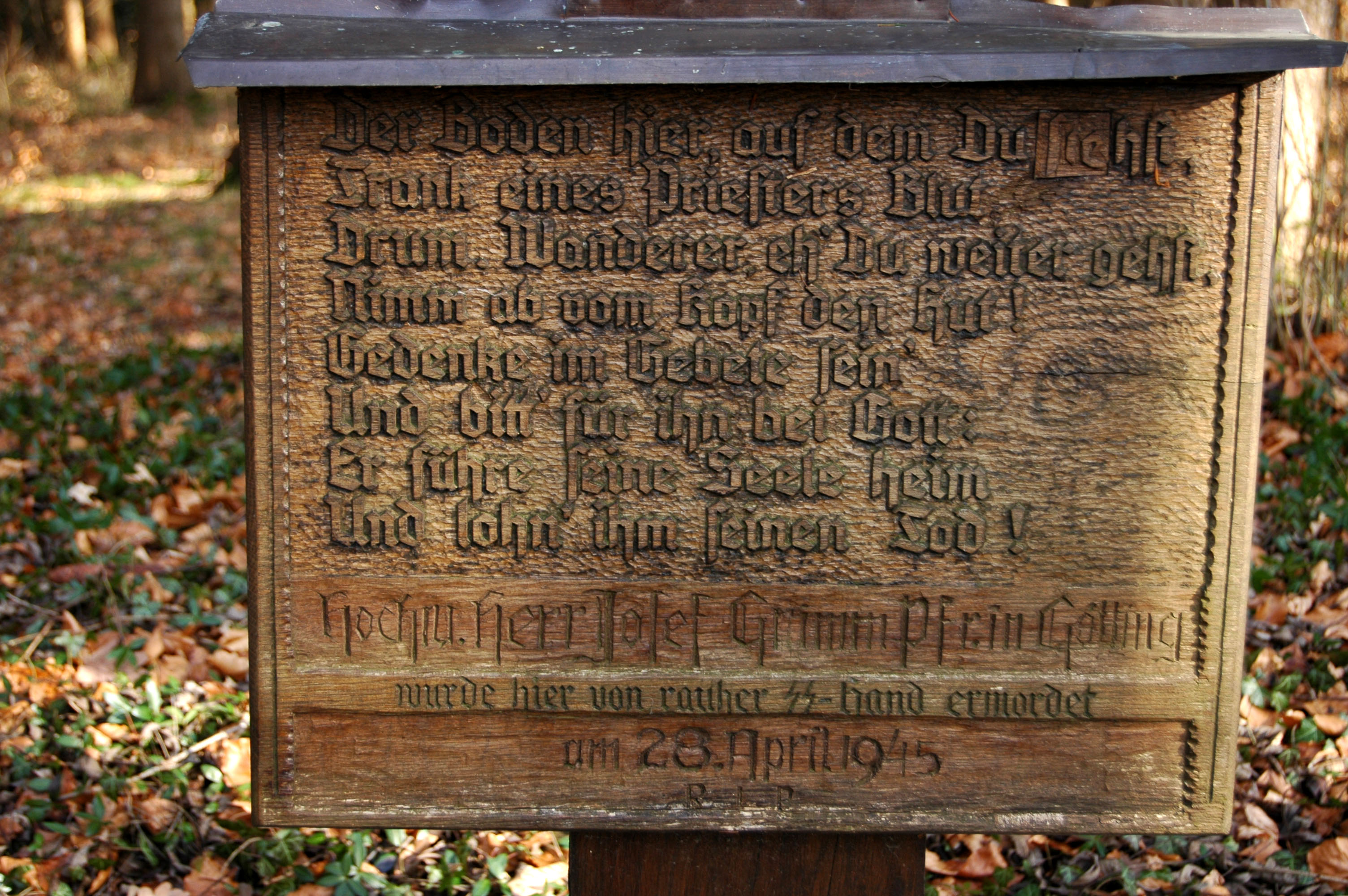
Gedenktafel

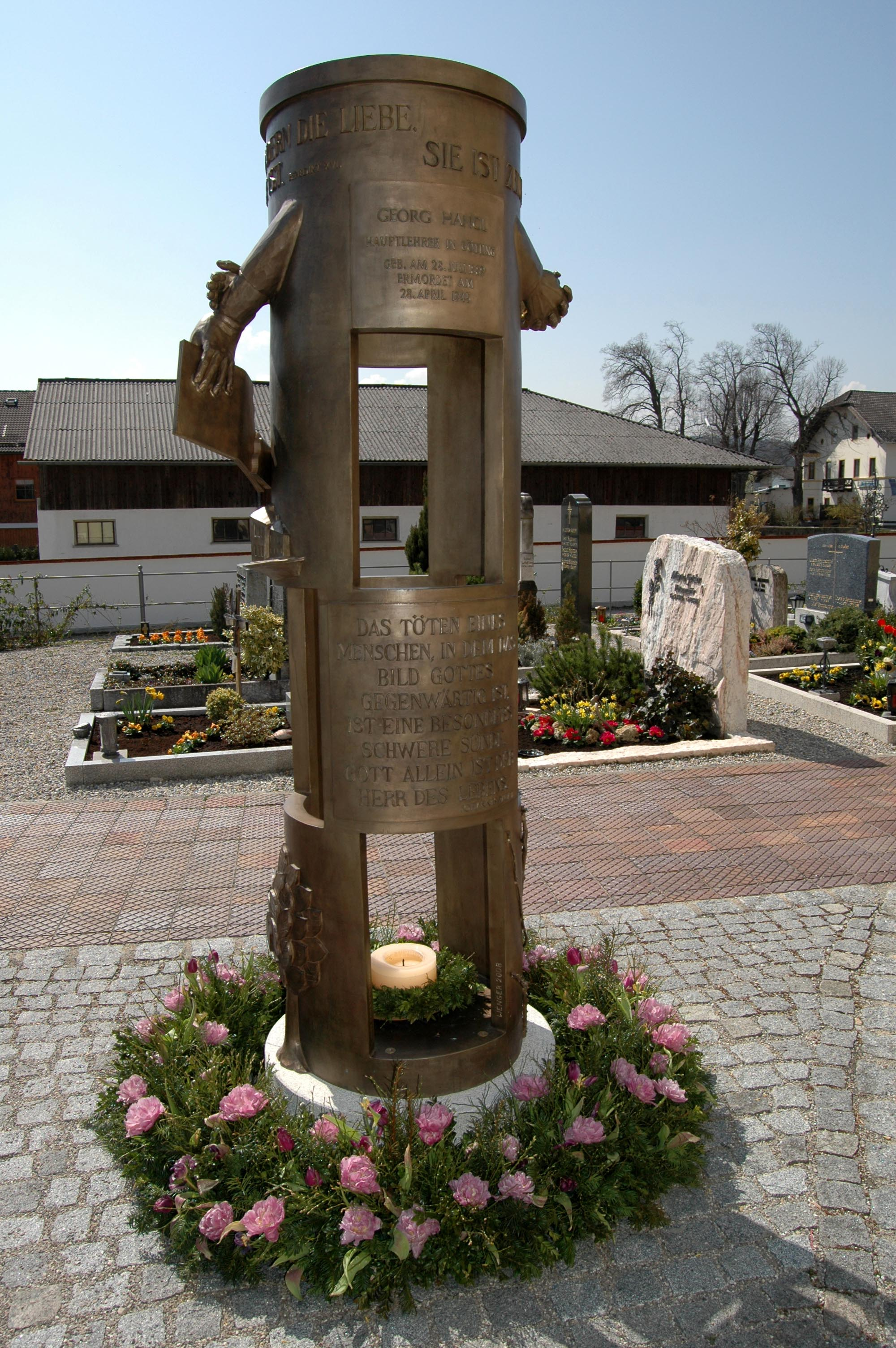
Grimm/Hangl-Denkmal in Götting

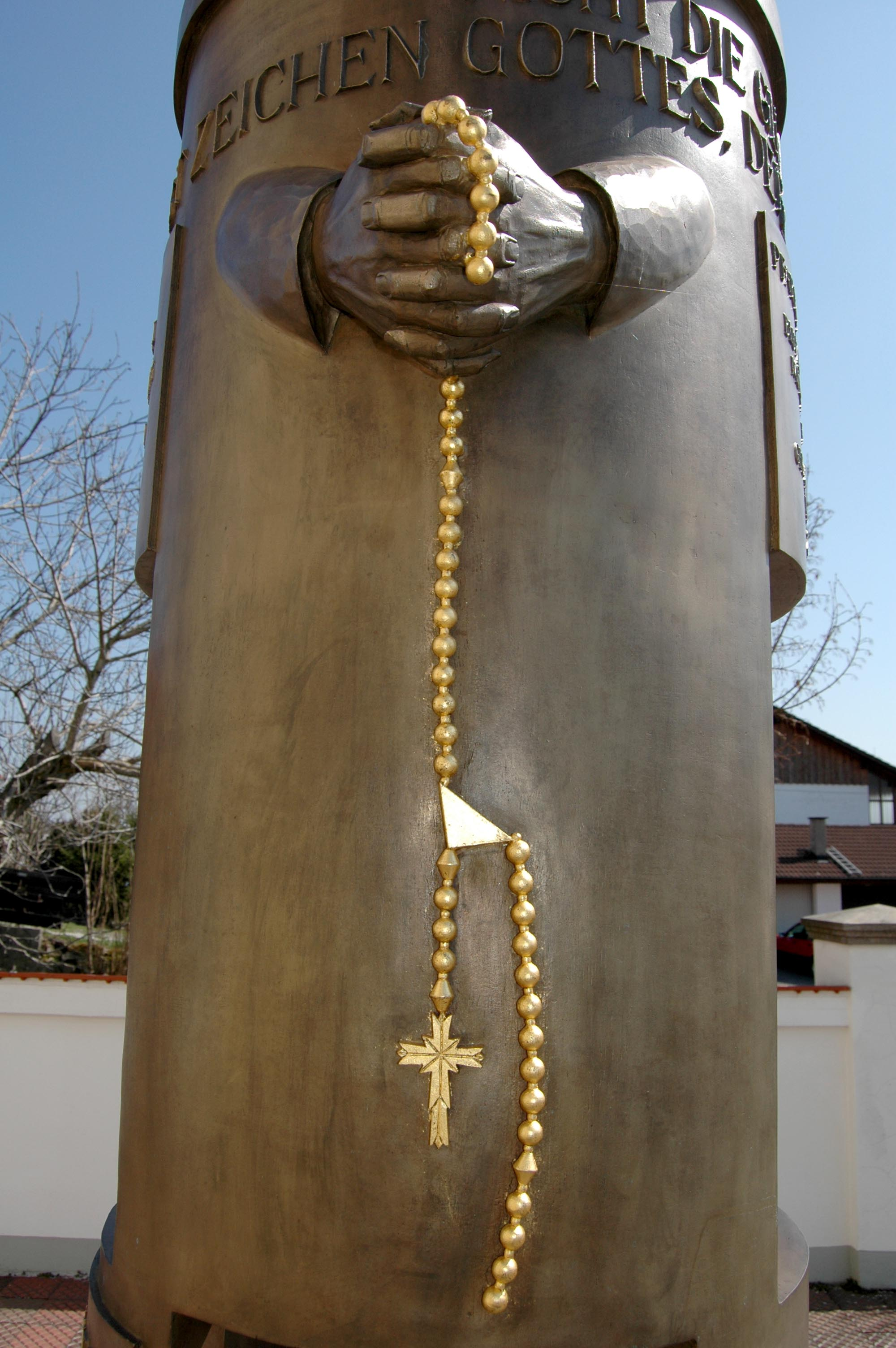
Grimm/Hangl-Denkmal (Detail)

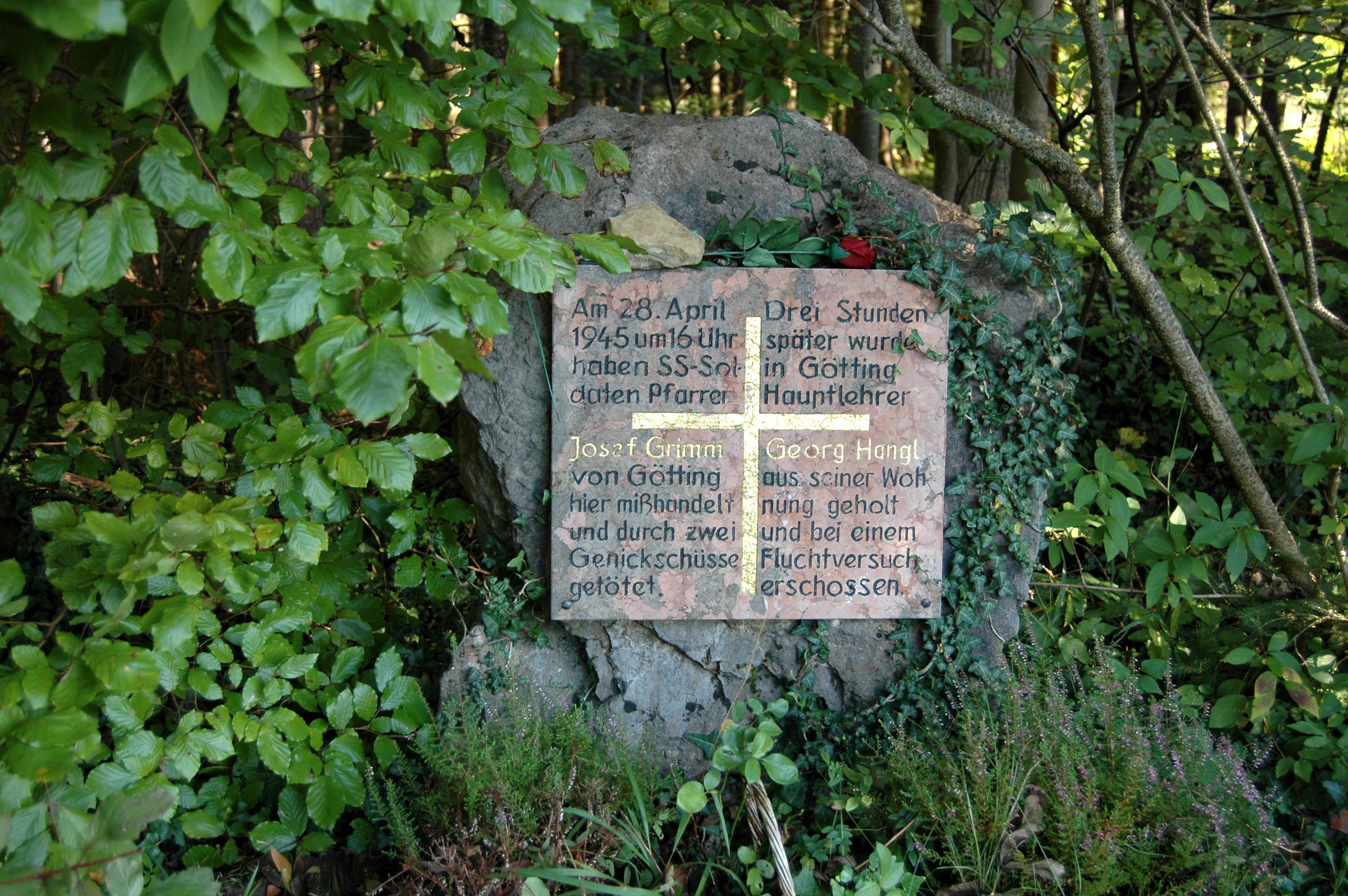
Grimm/Hangl-Gedenkstein an der Kreisstraße RO8 oberhalb von Unterleiten

Josef Grimm (* 13. Januar 1900 in Deisenried, Landkreis Miesbach; † 28. April 1945 in Götting) war Pfarrer in Götting und wurde dort kurz vor Kriegsende von der SS ermordet.

## Leben
Josef Grimm wuchs zusammen mit sechs Geschwistern (drei Schwestern und drei Brüder) auf einem landwirtschaftlichen Anwesen in Oberaudorf auf. Von einem Bekannten der Familie, dem späteren Weihbischof Johannes Neuhäusler, wurde er ermutigt, Priester zu werden.
Nach vierjährigem Theologiestudium am Lyceum in Freising wurde er am 29. Juni 1925 von Kardinal Michael von Faulhaber zum Priester geweiht. Am 12. Juli 1925 feierte er seine Primiz in Oberaudorf. Es folgten 13 Jahre als Hilfs- und Aushilfspriester in Grüntegernbach, Surberg, Altfraunhofen, Feldmoching und Untermenzing.
Im Jahre 1938 übernahm er die Pfarrei St. Martin in Untermenzing und 1939 ließ er sich nach Götting versetzen, um näher an seiner Heimat zu leben.

## Ermordung
Gegen Ende des Zweiten Weltkriegs befanden sich etwa 40 bis 50 Soldaten des SS-Jagdverbandes Nordwest in Götting. Sie rückten zum größten Teil am 27. April 1945 ab, zurück blieb ein Nachkommando, das aus etwa fünf Männern  und einigen Frauen bestand. Diese hatten eine Schreibstube im Gasthaus Eder eingerichtet.
Nachdem der Lehrer Georg Hangl am Morgen des 28. April 1945 die Aufrufe der Freiheitsaktion Bayern (FAB) im Radio gehört hatte (Die FAB hatte verkündet, dass sie sich in der Nacht zuvor die Regierungsgewalt erstritten hätte, und forderte die Bevölkerung auf, die Funktionäre der NSDAP zu entmachten), begab er sich gegen 6.30 Uhr zu Grimm, um ihm von dem soeben Gehörten zu erzählen. Kurze Zeit später hissten sie gemeinsam die weiß-blaue Bayernfahne auf der Südseite des Kirchturms. Die Hakenkreuzfahne wurde heruntergeworfen und verfing sich in der Dachrinne der Kirche.
Gegen 7 Uhr begaben sich die beiden zum Wirt Josef Eder (bis 1933 Bürgermeister von Götting) und erzählten ihm vom Aufruf der FAB und von ihrem Plan, gegen die Nationalsozialisten am Ort vorzugehen. Zunächst sollte der verbliebene PKW der SS beschädigt werden, der sich im nahe gelegenen Unterstand befand. Da jedoch der SS-Obersturmführer Josef Cornel Franz Bachot im Wagen schlief, wurde dies nicht in die Tat umgesetzt.
Anschließend begab sich Hangl in die Schule, um den Schülern mitzuteilen, dass der Unterricht an diesem Tag ausfalle. Nach Polizeiangaben benutzte er die Worte „(sie) können nach Hause gehen und die Nazi totschlagen“.
Zwischenzeitlich begab sich der Hauptmann einer ebenfalls am Ort befindlichen Staffel des Armee-Pferde-Lazaretts ins Pfarrhaus, um im Interesse von Ruhe und Ordnung das Einziehen der weiß-blauen Fahne und das Entfernen der Hakenkreuzfahne aus der Dachrinne zu erwirken. Die weiß-blaue Fahne wurde während der Morgenmesse abgenommen und gegen 8 Uhr war die Hakenkreuzfahne vom Kirchendach entfernt worden.
Im Laufe des Vormittags trafen sich Grimm, Hans Gruber und Georg Eisenreich im Schulhaus bei Hangl, um die Geschehnisse des Morgens zu besprechen. Ein Soldat der Armee-Pferde-Lazarett-Staffel kam später hinzu und forderte die Herausgabe der Hakenkreuzfahne. Grimm ging deshalb mit ihm zum Pfarrhaus.
Gegen Mittag ging der Pfarrer noch einmal zum Schulhaus und sagte, dass er nun nach Bad Aibling fahre, um dort Hostien zu besorgen. Dort besuchte er am frühen Nachmittag das Ehepaar Rotthaler und berichtete von den Ereignissen in Götting. Das Ehepaar bot an, ihn zu verstecken, doch Grimm lehnte ab, da er noch Beichte hören und den Rosenkranz vorbeten müsse; so brach er gegen 15 Uhr wieder nach Götting auf.
Etwa um 15 Uhr traf SS-Obersturmführer Bachot mit drei weiteren SS-Männern wieder am Ort ein. Kurze Zeit später holten sie den Zweiten Bürgermeister Martin Krattenmacher, den Gemeindeschreiber Karl Braßler sowie den Messner Josef Wörndl und seinen Sohn zum Verhör in die Schreibstube, um sie zum Hissen der weiß-blauen Fahne zu befragen. Die Befragung verlief allerdings ergebnislos, da die Vernommenen keine Angaben zu dem Vorgang machten.
Anschließend wurde Pfarrer Grimm von der SS im Pfarrhof abgeholt und ebenfalls in der Schreibstube verhört. Nach dem Ende des Verhörs bat Grimm, sich noch von seiner hochbetagten, schwerkrank im Pfarrhaus liegenden Mutter verabschieden zu dürfen, er wurde aber unmittelbar in die Gegenrichtung zur Straße nach Irschenberg gefahren, von wo die SS-Männer etwa eine halbe Stunde später, gegen 17 Uhr, ohne den Pfarrer zurückkehrten. Angeblich war der Pfarrer dem Sicherheitsdienst übergeben worden.
Bald danach kamen die SS-Männer zum Schulhaus und nahmen Georg Hangl fest mit der Begründung, er müsse eine Aussage zum „Pastor“ machen. Kurz darauf wurde er auf der Flucht (wahrscheinlich nach einem Stoß von Bachot) von der SS erschossen. Die SS-Truppe verließ Götting noch in derselben Nacht.
Nachdem mehr und mehr Zweifel am Verbleib des Pfarrers aufkamen, wurde gegen Mittag des Folgetags eine Suchaktion eingeleitet, an der die Gendarmerie und Einwohner Göttings beteiligt waren. Nach etwa einer Stunde fand man die Leiche Grimms in einer Mulde im Wald oberhalb Unterleiten nahe der Straße nach Irschenberg. Sie war mit Tannenzweigen abgedeckt und hielt noch den Rosenkranz in der linken Hand. Die Leiche wies einen Genickschuss und ausgeschlagene Vorderzähne (möglicherweise durch den Genickschuss verursacht) auf. Am Hinterkopf und im Genick befanden sich zahlreiche kleine Stiche (möglicherweise von einem Messer oder Dolch) und die Fingernägel waren blutunterlaufen.
Grimm wurde im Pfarrhaus aufgebahrt. Offenbar auf Anordnung der SS sollte ein ehrenvolles Begräbnis verweigert werden. Zwei Tage nach dem Einrücken der US-Armee wurden Hangl und Pfarrer Grimm unter großer Anteilnahme der Göttinger Bevölkerung am 3. Mai 1945 beigesetzt.

## Strafrechtliche Aufarbeitung

### Erste Ermittlungen 1945
Bereits im Juni 1945 leitete das Landratsamt Ermittlungen ein. Im August 1945 lagen erste Protokolle von den Vernehmungen der Angehörigen und Augenzeugen vor. Drei mutmaßlich zum Täterkreis gehörende Personen konnten namentlich identifiziert werden: Obersturmführer Josef Bachot, Unterscharführer Gaston Koeken und Unterscharführer Jean Moens. Da alle drei Belgier waren, wurden von dort Informationen eingeholt. Es stellte sich heraus, dass Koeken und Moens bereits von einem belgischen Kriegsgericht zu längeren Freiheitsstrafen verurteilt worden waren und der nicht auffindbare Bachot (in Abwesenheit) sogar zum Tode verurteilt war. Aufgrund dessen stellte die Oberstaatsanwaltschaft Traunstein Ende 1950 die Ermittlungen ein.

### Festnahme Bachots 1961
Im Mai 1961 wurde der unter falschem Namen lebende Josef Bachot bei Hannover entdeckt. Daraufhin veranlasste die Staatsanwaltschaft Traunstein seine Festnahme und nahm die Ermittlungen wieder auf. Er stritt seine Beteiligung an den Morden an Hangl und Grimm stets ab. Bachots Anwälte versuchten mehrfach, eine Haftaussetzung zu erreichen. Er blieb jedoch wegen Flucht- und Verdunkelungsgefahr in Untersuchungshaft.

### Voruntersuchungen 1962
Im Januar 1962 gab es drei Verfahren am Landgericht Traunstein gegen Josef Bachot, Heinz K. und Leonhard L. In der Vernehmung am 9. Januar belastete der ehemalige Unterscharführer Heinz K. mit seiner Aussage zum Mord an Pfarrer Grimm Bachot und Moens schwer. Selber habe er bei einer Hausdurchsuchung während der Abholung Hangls mitgewirkt, sei aber an der Erschießung des Lehrers nicht beteiligt gewesen.
Leonhard L. konnte zu den beiden Morden keine maßgeblichen Angaben machen, da er sich hauptsächlich in der Schreibstube aufgehalten habe. Allerdings habe er gehört, dass Bachot bei Gießen-Marburg an der Erschießung von KZ-Häftlingen und Fremdarbeitern beteiligt war.
Daraufhin wurde gegen Bachot sowie gegen Leonhard L. und Heinz K. der Prozess eröffnet. Koeken und Moens sollten ebenfalls zur Sache vernommen werden, Koeken war aber mittlerweile in einer Nervenheilanstalt untergebracht und konnte keine sachdienlichen Angaben zu den Vorgängen mehr machen. Die Aussage von Jean Moens zu den beiden Morden belastete Bachot schwer.
Die Voruntersuchungen waren im Mai 1962 abgeschlossen. Die Hauptverhandlung verzögerte sich wegen eines noch ausstehenden Rechtshilfeersuchens an die belgischen Behörden.

### Hauptverhandlung 1963
Am 27. Februar 1963 begann am Landgericht Traunstein die Hauptverhandlung gegen Bachot; er wurde des Mordes angeklagt. Ein Verfahren gegen Heinz K. wegen Beihilfe zum Mord wurde aus Mangel an Beweisen nicht eröffnet. Eine Anklage gegen Leonhard L. ist in den Akten nicht vermerkt.
Sämtliche noch lebenden Zeugen wiederholten ihre Aussagen. Da Jean Moens nicht persönlich anwesend war, wurden die Protokolle der kommissarisch vorgenommenen Vernehmung ebenso wie die Aussagen der bereits verstorbenen Zeugen verlesen. Am 6. März 1963 war die Beweisaufnahme abgeschlossen. Der Antrag der Staatsanwaltschaft lautete auf lebenslange Zuchthausstrafe jeweils für jeden der beiden Morde und die Entziehung der bürgerlichen Ehrenrechte.
Am 7. März 1963 wurde das Urteil verkündet: es lautete „schuldig eines Verbrechens des Totschlages“ an Pfarrer Grimm und Freispruch im Fall der Erschießung Hangls. Das Strafmaß betrug 7 Jahre Zuchthausstrafe unter voller Anrechnung der Untersuchungshaft.
Sowohl die Verteidigung als auch der Oberstaatsanwalt legten Berufung ein. Der Bundesgerichtshof hob am 22. Oktober 1963 das Urteil auf und verwies das Verfahren an das Landgericht Traunstein zurück. Im Dezember 1963 wurde Bachot aus der Untersuchungshaft entlassen.

### Erneute Hauptverhandlung 1965
Am 14. Oktober 1965 wurde erneut eine Hauptverhandlung eröffnet. Die Beweisaufnahme umfasste diesmal nur das Verbrechen an Pfarrer Grimm, da bezüglich der Erschießung Hangls der Freispruch bereits rechtskräftig war. Die entsprechenden Zeugen wurden erneut vernommen.
Am fünften Prozesstag wurde das Urteil verkündet: Schuldig wegen Totschlag. Das Strafmaß betrug diesmal drei Jahre und sechs Monate unter Anrechnung der Untersuchungshaft. Josef Bachot musste die (teilweise ermäßigten) Kosten des Verfahrens übernehmen.
In der Urteilsbegründung wurde erwähnt, dass Bachot von frühester Jugend an zu Unterordnung und Gehorsam erzogen worden war und seine SS-Zugehörigkeit auf ein normales Unrechtsbewusstsein negativen Einfluss gehabt habe. Weiterhin hätte gegen Ende des Krieges ein Menschenleben wenig gezählt. Außerdem habe Grimm ein gemäß der damaligen Rechtsprechung schweres Verbrechen begangen, wofür er hart bestraft worden sei.
Wieder legte die Staatsanwaltschaft Traunstein Revision ein. Sie wurde jedoch am 28. Juni 1966 vom Bundesgerichtshof verworfen. Im September 1966 wurde die verbliebene Freiheitsstrafe von einem Jahr und einem Monat – gegen den Einspruch der Staatsanwaltschaft – in eine dreijährige Bewährungsstrafe umgewandelt. Am 13. Oktober 1966 wurde der Haftbefehl aufgehoben.

## Gedenken
- Am Fundort der Leiche des Pfarrers wurde bereits 1945 ein Holzkreuz aufgestellt.
- 1947 wurde die Schulstraße in München-Untermenzing in Pfarrer-Grimm-Straße umbenannt.
- Benennung der Pfarrer-Grimm-Straße in Götting.
- Am 22. März 2009 wurde das Grimm/Hangl-Denkmal auf dem Friedhof in Götting enthüllt.
- Die katholische Kirche hat Pfarrer Josef Grimm als Glaubenszeugen in das deutsche Martyrologium des 20. Jahrhunderts aufgenommen.